# Hrachoviště (Býšť)

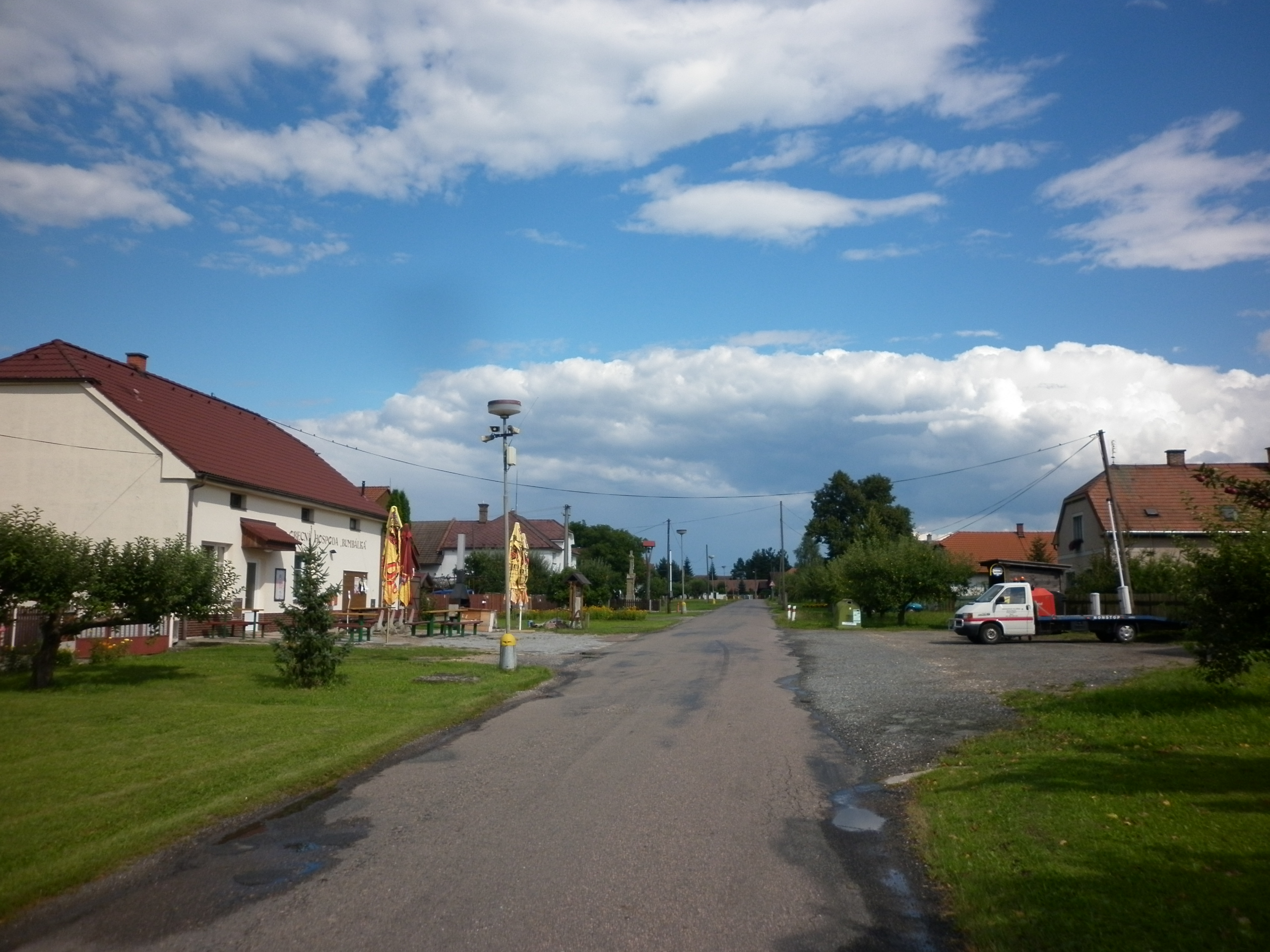
Anger

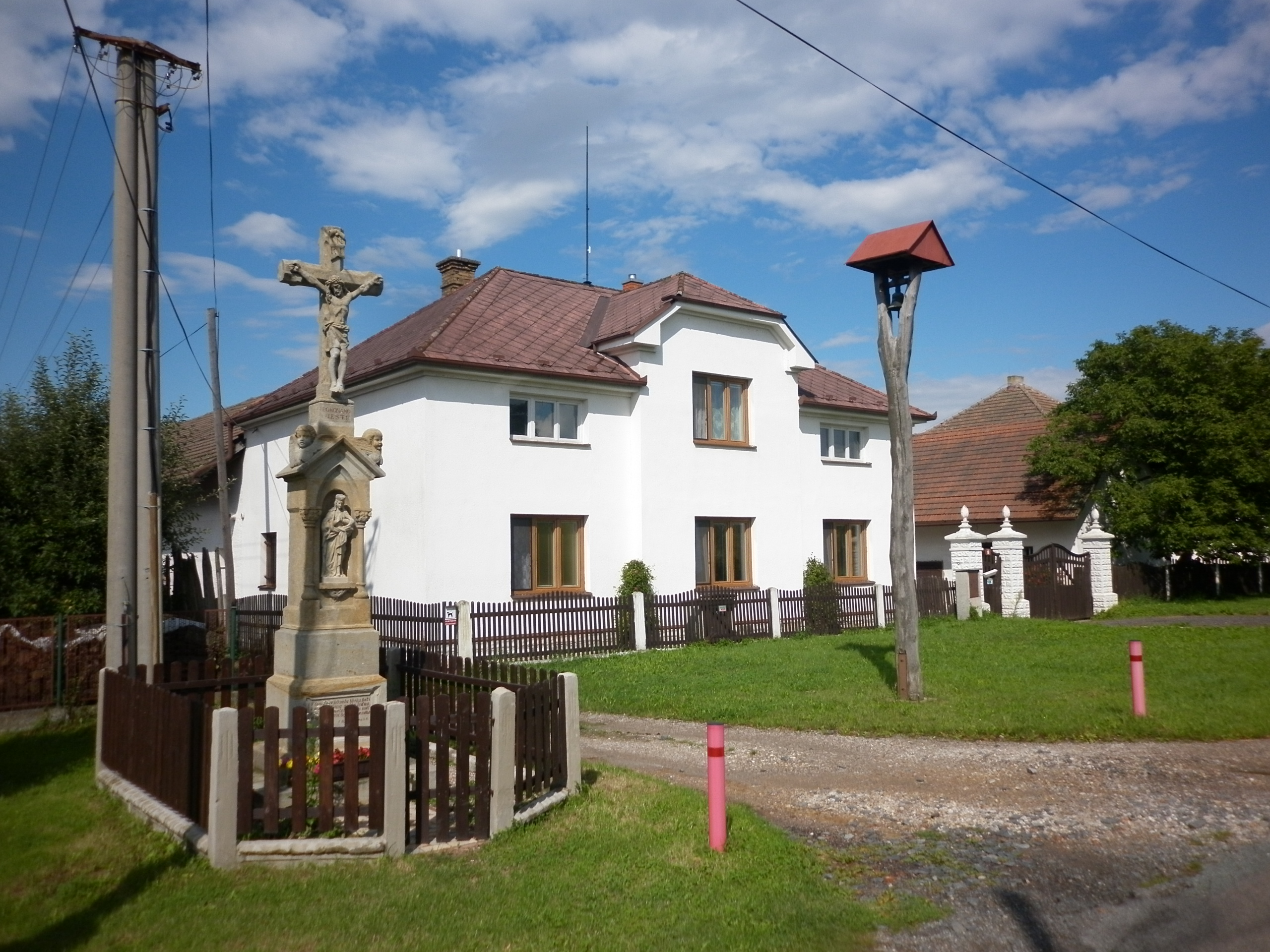
Kreuz und Glockenbaum

Hrachoviště (deutsch Streitdorf) ist ein Ortsteil der Gemeinde Býšť in Tschechien. Er liegt zehn Kilometer südöstlich des Stadtzentrums von Hradec Králové und gehört zum Okres Pardubice.

## Geographie
Das Angerdorf Hrachoviště befindet sich am Fuße der Třebechovická tabule (Hohenbrucker Tafel) in der Pardubická kotlina (Pardubitzer Becken). Am nördlichen Ortsrand fließt ein namenloser Zufluss zum Bohumilečský potok. Im Norden erhebt sich der Korejtek (291 m n.m.). Südwestlich des Dorfes entsteht derzeit die Dálnice 35.
Nachbarorte sind Nový Hradec Králové, Malšovice, Malšova Lhota, Koliba und Svinary im Norden, Rybníčky und Hoděšovice im Nordosten, Býšť und Svoboda im Osten, Chvojenec und Nový Drahoš im Südosten, Rokytno im Süden, Bohumileč, Újezd u Sezemic und Zástava im Südwesten, Bukovina nad Labem und Borek im Westen sowie Vysoká nad Labem, Na Podlesí, Roudnička und Kluky im Nordwesten.

## Geschichte
Im Zuge der Raabisation wurden zwischen 1777 und 1780 auf dem Gebiet der Kameralherrschaft Pardubitz zahlreiche neue Dörfer angelegt. Die Siedler, denen in Streitdorf, Trauerdorf, Dreidorf (Platěnsko), Reudorf (Jiříček), Sehndorf (Moravanský), Kleindorf (Malolánské), Neu Hradischt, Maydorf, Gunstdorf, Weska (Veská), Neu Jesnitschan und Klein Jesnitschan  emphyteutisch Land überlassen wurde, waren deutsche Emigranten aus Schlesien und der Grafschaft Glatz. Ihre Ansiedlung wird zumeist im Zusammenhang mit der Reise von Kaiser Joseph II. in das Adlergebirge im Jahre 1779 gesehen. Dort begegnete er in den Dörfern entlang der preußischen Grenze Emigranten aus der Grafschaft Glatz, die in ihrer Heimat nach dem Übergang an Preußen 1742 bzw. 1763 wegen ihrer katholischen Konfession unterdrückt worden waren und deshalb über die nahe Grenze nach Böhmen geflohen waren, wo sie nun in bedürftigen Verhältnissen lebten. In Kronstadt überreichte eine Abordnung der Emigranten Joseph II., der vormals auch Landesherr des böhmischen Glatzer Landes war, das Gesuch um Aufnahme als Einwohner Böhmens. Jedoch erfolgten etliche dieser deutschsprachigen Ortsgründungen bereits in den Jahren 1777 und 1778. Der genaue Zeitpunkt der Gründung von Streitdorf ist nicht überliefert. Das neue Dorf wurde am Rande des Königreichwaldes am Fahrweg von Býšť nach Borek auf wenig ertragreichem Erlenwaldboden angelegt. Im Gegensatz zu den anderen Ortsgründungen dieser Zeit entstand Streitdorf nicht als Gassendorf oder einfache Häuserzeile. Entlang des gerade in Ost-West-Richtung verlaufenden Weges entstand ein breiter Anger, zu dessen beiden Seiten je zehn gleichmäßige Siedlungsplätze mit Flächen für Gebäude, Hof und Garten zugewiesen wurden. Zum Bau der Häuser wies die Herrschaft den Siedlern Holz aus dem Königreichwald zu. Das Ortsbild war einheitlich gestaltet, hinter dem Wohnbereich jedes Anwesens lagen am Hof ein Stall und eine kleine Scheune mit hölzerner Dreschtenne, dahinter kleinere Schuppen. Vor jedem Haus befand sich auf dem Anger eine Zisterne als Wasserreservoir. Die beiden Einfahrten ins Dorf waren umfriedet und mit Toren versehen, um zu verhindern, dass das Federvieh auf die Felder gelangte. Es ist nicht bekannt, woher sich der Ortsname Streitdorf herleitet. Etwa zeitgleich entstand östlich von Streitdorf das Dorf Svoboda, dessen Siedler Tschechen waren.
Die erste urkundliche Erwähnung von Streitdorf erfolgte im Jahre 1780. Mit seinen 20 Anwesen war Streitdorf eine der größten der deutschsprachigen Siedlungen der Kameralherrschaft Pardubitz. Anfänglich unterstand die neue Siedlung dem Rychtář von Borek; seit 1790 ist mit Michael Wolf erstmals ein eigener Rychtář in Streitdorf nachweisbar. Durch die engen Kontakte mit den umliegenden tschechischsprachigen Dörfern erfolgte die Assimilation der deutschstämmigen Siedler von Streitdorf.
Der tschechische Name Hrachovišťata entstand im 19. Jahrhundert und leitet sich von den zu dieser Zeit hauptsächlich angebauten Erbsen her. Außer der Landwirtschaft war anfänglich auch die Fischzucht in den nahegelegenen Teichen eine der Haupterwerbsquellen; später wurden die Teiche sukzessive trockengelegt und in Ackerland gewandelt.
Im Jahre 1835 bestand das im Chrudimer Kreis gelegene Dominikaldorf Streitdorf bzw. Hrachowissťota aus 25 Häusern, in denen 194 Personen, darunter eine protestantische Familie, lebten. Im Ort gab es eine Windmühle. Pfarrort war Beyscht. Ab 1837 wurde Hrachovišťata als amtlicher Ortsname verwendet. Bis zur Mitte des 19. Jahrhunderts blieb das Dorf der k.k. Kameralherrschaft Pardubitz untertänig.
Nach der Aufhebung der Patrimonialherrschaften bildete Hrachovišťata ab 1849 eine Gemeinde im Gerichtsbezirk Pardubitz. 1850 zerstörte ein Großfeuer zwei Häuser. Im Jahre 1855 war das Dorf auf 30 Häuser angewachsen. Ab 1868 gehörte die Gemeinde zum politischen Bezirk Pardubitz. Im Jahre 1865 erwarb der Industrielle Johann Liebieg die Wälder auf der Hohenbrucker Tafel, ab 1884 gehörten sie Alexander Markgraf von Pallavicini auf Jemnice. 1869 wurde Hrachovišťata nach Rokytno eingemeindet, zu dieser Zeit hatte das Dorf 238 Einwohner und bestand aus 32 Häusern. Mit 241 Einwohnern erreichte Hrachovišťata 1880 seine höchste Bevölkerungszahl. Im Jahre 1900 lebten in dem Dorf 197 Menschen, 1910 waren es 217. Zwischen 1906 und 1908 errichteten die Einwohner mit finanzieller Unterstützung der Kirche und des Markgrafen Pallavicini in den Wäldern zwei Kilometer nördlich des Dorfes ein Wasserwerk; jeder Hausbesitzer hatte dabei einen 40 m langen Grabenabschnitt für die Gußrohrleitung vom Wasserbehälter bis ins Dorf auszuheben. In der Zwischenkriegszeit und während des Zweiten Weltkrieges wurde der Wasserleitungsbau fortgeführt; nun entstanden die Hausanschlüsse.
Die Bockwindmühle beim Haus Nr. 22 wurde 1914 abgerissen, weil der Müller den Hausbaum für verfault hielt und den Einsturz der Mühle befürchtete. Lange zuvor hatte er beim Denkmalamt in Pardubice finanzielle Unterstützung für die Reparatur der kulturhistorisch wertvollen Mühle erbeten, ohne dass eine Reaktion erfolgte. Beim Abbruch stellte sich heraus, dass das Eichenholz des Hausbaumes völlig gesund war und noch lange seine Funktion erfüllt hätte. Drei Monate nach dem Abriss bewilligte das Denkmalamt den beantragten Reparaturkostenzuschuss.
Zwischen 1919 und 1921 wurde eine Schule mit Lehrerwohnung gebaut. Nach der Gründung der Tschechoslowakei wurde 1921 die Waldherrschaft des Markgrafen von Pallavicini im Zuge der Bodenreform enteignet und verstaatlicht. Seit 1924 führt die Gemeinde den Namen Hrachoviště. 1930 hatte das Dorf 158 Einwohner. 1931 wurde ein Teil der Wälder an die Stadt Hradec Králové verkauft, der übrige Teil aufgeteilt; durch die neuen Waldbesitzer erfolgte die Gründung einer Waldgenossenschaft. In dieser Zeit begann auch die touristische Erschließung der Wälder. Im Jahre 1949 wurde Hrachoviště dem Okres Holice zugeordnet. Die Schule wurde in den 1950er Jahren geschlossen und die Kinder nach Býšť umgeschult. Zu dieser Zeit erfolgte der Bau eines Gebäudes für den örtlichen Nationalausschuss, das später noch um einen kleinen Saal und ein Feuerwehrdepot erweitert wurde. 1957 erfolgte die Eingemeindung nach Býšť. Seit 1960 gehört Hrachoviště wieder zum Okres Pardubice. Die zuvor als Lager genutzte Schule wurde in den 1990er Jahren zum Seniorenwohnheim umgebaut. Zur selben Zeit erfolgte auch der Umbau des ehemaligen Gemeindeamtes zum Gasthaus „Bumbálka“. Beim Zensus von 2001 lebten in den 32 Häusern von Hrachoviště 77 Menschen.
Von den Nachfahren der ursprünglichen Siedler lebt heute noch die Familie Šrom – früher Schramm – auf dem Anwesen, wo Johan Schrome zum Zeitpunkt der Ortsgründung sein Haus errichtet hat.

## Ortsgliederung
Der Ortsteil bildet den Katastralbezirk Hrachoviště u Býště.

## Sehenswürdigkeiten
- Steinernes Kreuz auf dem Dorfanger
- Hölzerner Glockenbaum, Kulturdenkmal[4]